# Racismo na União Soviética

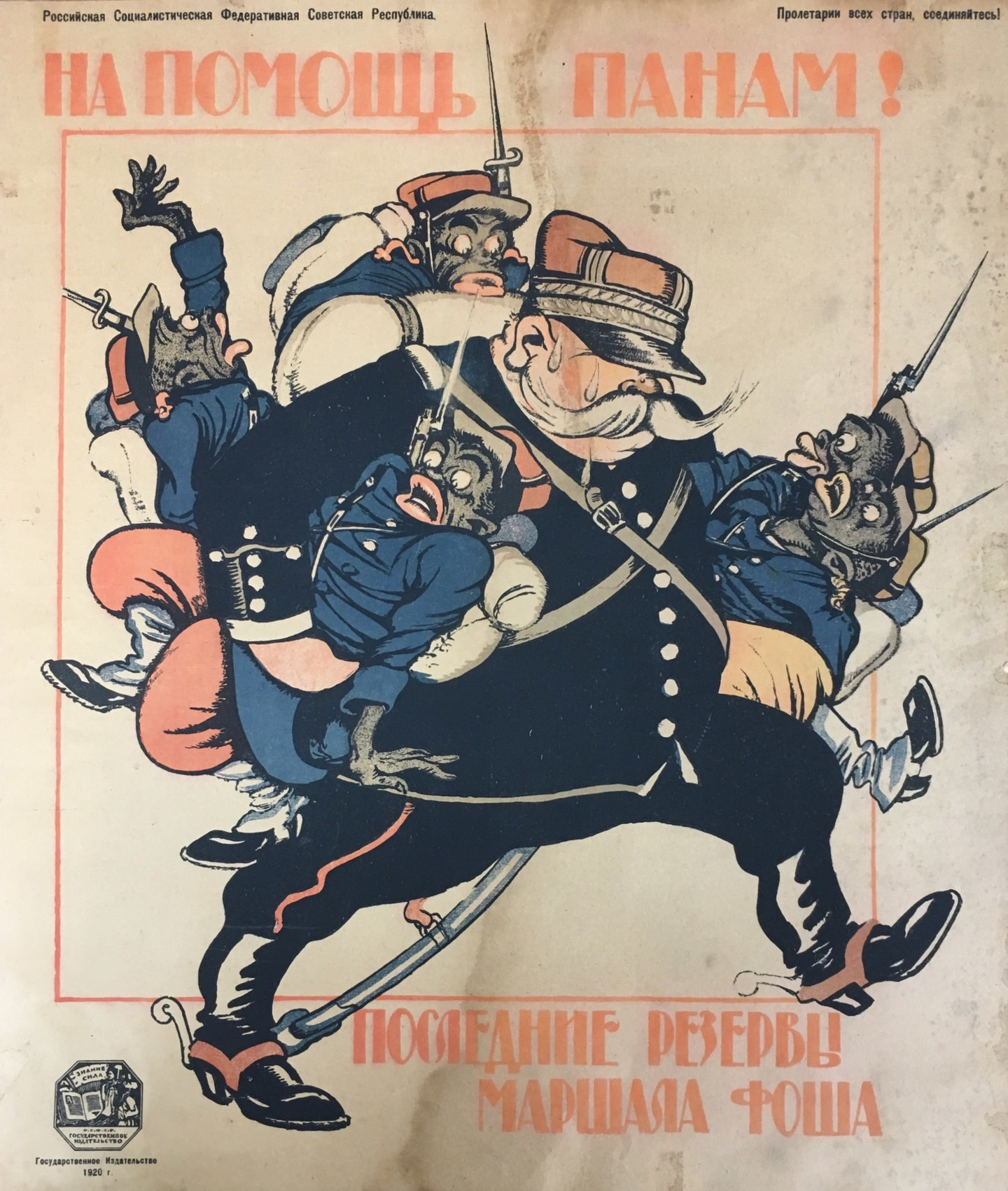
Cartaz soviético, 1920

As autoridades e líderes soviéticos condenaram oficialmente o nacionalismo e proclamaram o internacionalismo, incluindo o direito das nações e dos povos à autodeterminação. Na prática, porém, eles conduziram políticas que eram completamente opostas ao internacionalismo e essas políticas incluíam, mas não se limitavam a: limpeza sistemática em larga escala de minorias étnicas, repressão política e várias formas de discriminação étnica e social, incluindo antissemitismo imposto pelo Estado, Tatarofobia e Polonofobia.
Vários grupos étnico-linguísticos distintos, incluindo os Bálcãs, Tártaros da Crimeia, Chechenos, Inguchês, Carachais, Calmuques, Coreanos e Turcos Mesquécios foram deportados coletivamente para a Sibéria e Ásia Central, onde foram designados "colonos especiais", o que significa que eles eram oficialmente cidadãos de segunda classe com poucos direitos e foram confinados em um pequeno perímetro. Os arquivos soviéticos documentaram 390 mil mortes durante o reassentamento forçado de kulak e até 400 mil mortes de pessoas deportadas para assentamentos forçados durante a década de 1940; no entanto, Steven Rosefielde e Norman Naimark aproximaram as mortes em geral de cerca de 1 a 1,5 milhões como resultado das deportações - dessas mortes, a deportação dos tártaros da Crimeia e a deportação de chechenos e inguches foram reconhecidas como genocídios pela Ucrânia e outros três países, bem como o Parlamento Europeu, respectivamente. A fome do Holodomor tem sido freqüentemente descrita como uma campanha deliberada de "Fome-Terror", organizada pelas autoridades soviéticas contra a população ucraniana. Isso resultou na morte de milhões de ucranianos étnicos de fome em tempos de paz.

## Europeus do Leste

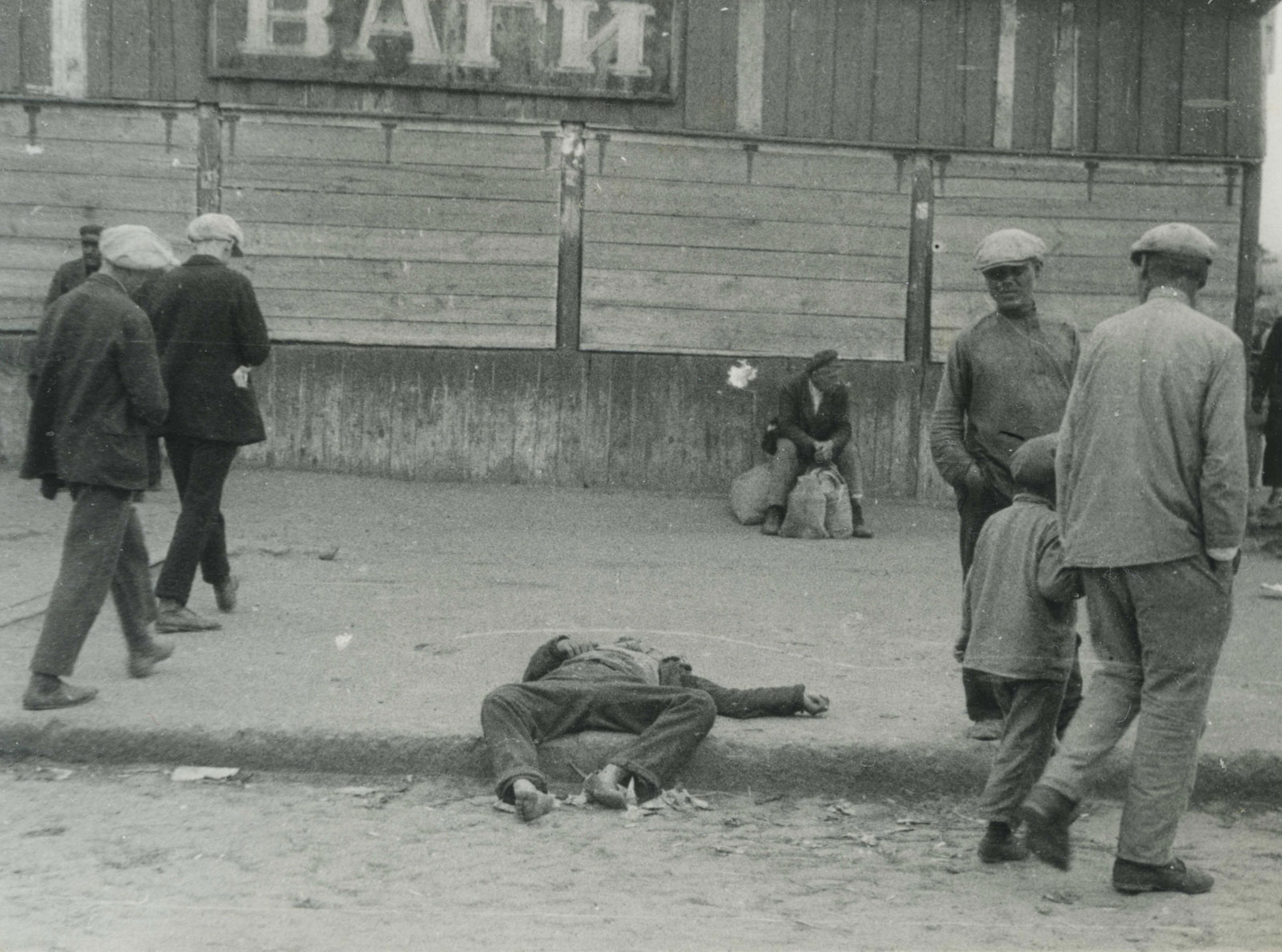
Transeuntes e o cadáver de um homem faminto em uma rua de Kharkiv, 1932

Durante uma fome conhecida como Holodomor, também conhecida como "Faminto Terror da Ucrânia" e "Faminto Genocídio da Ucrânia", cerca de 7 milhões de cidadãos da República Socialista Soviética da Ucrânia, a maioria dos que eram ucranianos étnicos, morreram de fome em uma catástrofe em tempos de paz sem precedentes na história da Ucrânia. Desde 2006, o Holodomor é reconhecido pela Ucrânia independente e por 14 outros países como um genocídio do povo ucraniano realizado pela União Soviética. As razões da fome são objeto de intenso debate acadêmico e político. Alguns historiadores afirmam que a fome foi propositalmente projetada pelas autoridades soviéticas para atacar o nacionalismo ucraniano, enquanto outros a consideram uma conseqüência não intencional dos problemas econômicos associados a mudanças econômicas radicais implementadas durante a industrialização soviética.
Embora a fome, causada pela coletivização, tenha ocorrido em muitas partes da União Soviética em 1932, políticas especiais e particularmente letais, descritas pelo historiador de Yale Timothy Snyder em seu livro Bloodlands: Europe Between Hitler and Stalin (2010), foram adotadas e amplamente limitadas para a Ucrânia no final de 1932 e 1933. Snyder lista sete políticas cruciais que se aplicavam apenas, ou principalmente, à Ucrânia soviética. Ele afirma: "Cada um deles pode parecer uma medida administrativa anódina, e cada um deles foi certamente apresentado como tal na época, e ainda assim cada um teve que matar":
1. A partir de 18 de novembro de 1932, os camponeses ucranianos foram obrigados a devolver grãos extras que haviam ganho anteriormente por cumprir suas metas. A polícia estadual e as brigadas partidárias foram enviadas para essas regiões para erradicar qualquer alimento que pudessem encontrar.
2. Dois dias depois, foi aprovada uma lei forçando os camponeses que não conseguiam cumprir suas cotas de grãos a render qualquer gado que possuíam.
3. Oito dias depois, fazendas coletivas que não cumpriram suas cotas foram colocadas em "listas negras", nas quais foram forçadas a render 15 vezes a quota. Essas fazendas foram escolhidas para qualquer alimento possível por ativistas do partido. As comunidades da lista negra não tinham o direito de negociar ou receber entregas de qualquer tipo e se tornaram zonas de morte.
4. Em 5 de dezembro de 1932, o chefe de segurança de Stalin apresentou a justificativa para aterrorizar as autoridades do partido ucraniano para coletar os grãos. Foi considerado traição se alguém se recusasse a fazer sua parte em requisições de grãos para o estado.
5. Em novembro de 1932, a Ucrânia foi obrigada a fornecer 1/3 da coleção de grãos de toda a União Soviética. Como Lazar Kaganovich colocou, o estado soviético lutaria "ferozmente" para cumprir o plano.
6. Em janeiro de 1933, as fronteiras da Ucrânia foram seladas para impedir que os camponeses ucranianos fugissem para outras repúblicas. No final de fevereiro de 1933, aproximadamente 190 mil camponeses ucranianos haviam sido pegos tentando fugir da Ucrânia e foram forçados a voltar para suas aldeias para passar fome.
7. A coleta de grãos continuou mesmo depois que a meta de requisição anual para 1932 foi atingida no final de janeiro de 1933.[14]

Nos anos de 1944 a 1946, a população ucraniana da União Soviética e da Polônia seria voluntariamente recolocada, mas eventualmente táticas vigorosas prevaleceram. No decorrer de um único ano, de julho de 1945 a julho de 1946, cerca de 400.000 ucranianos e rutenos foram arrancados e deportados à força.

### Tártaros da Crimeia
A deportação forçada dos tártaros da Crimeia da Crimeia foi ordenada por Stalin como uma forma de limpeza étnica da região e punição coletiva por suposta colaboração com o regime de ocupação nazista no subdistrito de Taurida durante 1942–1943. Um total de mais de 230 mil pessoas foram deportadas, principalmente para o República Socialista Soviética Uzbeque. Isso incluía toda a população étnica tártara da Crimeia, na época cerca de 1/5 da população total da Península da Crimeia, bem como gregos e búlgaros étnicos. Um grande número de deportados (mais de 100 mil de acordo com uma pesquisa realizada por ativistas tártaros da Crimeia nos anos 60) morreu de fome ou doença como resultado direto da deportação. É considerado um caso de limpeza étnica ilegal pelo governo russo e genocídio pela Ucrânia. Durante e após a deportação, o governo soviético enviou porta-vozes para espalhar propaganda anti-tártaro nos destinos de deportação e na Crimeia, difamando-os como bandidos e descrevendo-os como bárbaros, chegando a realizar uma conferência dedicada a lembrar a " luta contra os nacionalistas da burguesia tártara". Descrever o povo tártaro da Crimeia como "mongóis" sem conexão histórica com a Crimeia na propaganda oficial do estado tornou-se um aspecto importante das tentativas de legitimar a deportação dos tártaros da Crimeia e do colonizador eslavo da península. Enquanto a maioria dos grupos étnicos deportados foi autorizada a voltar para suas terras nos anos 50, uma grande maioria dos tártaros da Crimeia foi forçada a permanecer no exílio sob o sistema de registro de famílias até 1989. Durante esse período, os eslavos da Ucrânia e da Rússia foram encorajados a repovoar a península e todos, exceto quatro aldeias com nomes tártaros, receberam nomes eslavos na campanha de detatarização soviética.

### Cossacos
A União Soviética promulgou uma campanha de desossaquização para acabar com a existência dos cossacos, um grupo social e étnico na Rússia. Muitos autores caracterizam a descossaquização como genocídio dos cossacos.

### Estonianos
Como a União Soviética ocupou a Estônia em 1940 e a recuperou da Alemanha nazista novamente em 1944, dezenas de milhares de cidadãos da Estônia foram deportados na década de 1940. As deportações eram predominantemente para a Sibéria e a República Socialista Soviética do Cazaquistão por meio de vagões ferroviários, sem aviso prévio, enquanto os deportados recebiam algumas horas noturnas na melhor das hipóteses para embalar seus pertences e separá-los de suas famílias, geralmente também enviadas para o leste. O procedimento foi estabelecido pelas Instruções Serov. Os estonianos residentes no Oblast de Leningrado já haviam sido submetidos a deportação desde 1935. As principais deportações incluíram a deportação de junho e a Operação Priboi. Fora das ondas principais, indivíduos e famílias foram continuamente deportados em menor escala desde o início da primeira ocupação em 1940 até o Degelo de Kruschev de 1956, quando a desestalinização levou a União Soviética a mudar sua tática de terror de repressões em massa para repressões individuais. As deportações soviéticas só pararam por três anos em 1941-1944, quando a Estônia foi ocupada pela Alemanha nazista.
Em 27 de julho de 1950, diplomatas no exílio da Estônia, Letônia e Lituânia apelaram aos Estados Unidos para apoiar uma investigação das Nações Unidas sobre "deportações genocidas em massa" que, segundo eles, estavam sendo realizadas em seus países pela União Soviética. A deportação de povos de Stalin foi posteriormente criticada na seção fechada do Relatório de Nikita Khrushchev de 1956 ao 20º Congresso do Partido Comunista da União Soviética como "atos monstruosos" e "violações rudes dos princípios leninistas básicos da política de nacionalidade estatal soviética"

## Europeus da Europa Central

### Alemães

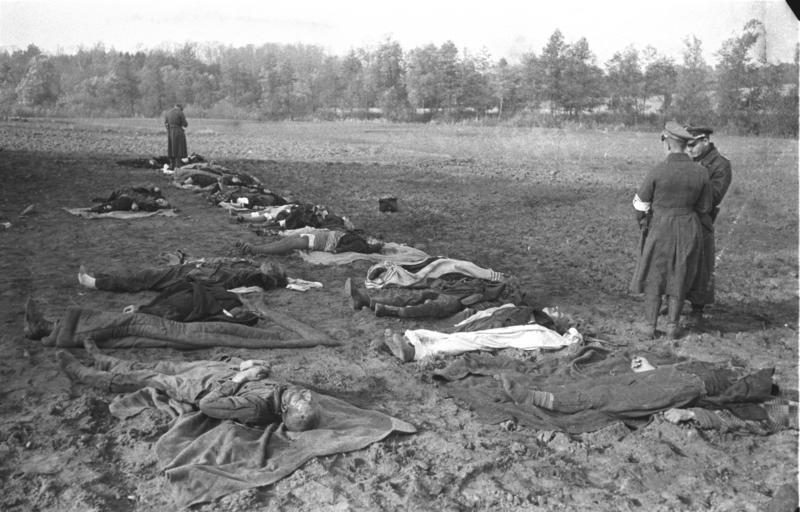
Civis alemães mortos em Nemmersdorf, Prússia Oriental. As notícias das atrocidades soviéticas, disseminadas e exageradas pela propaganda nazista, aceleraram a fuga de alemães étnicos de grande parte da Europa Oriental.

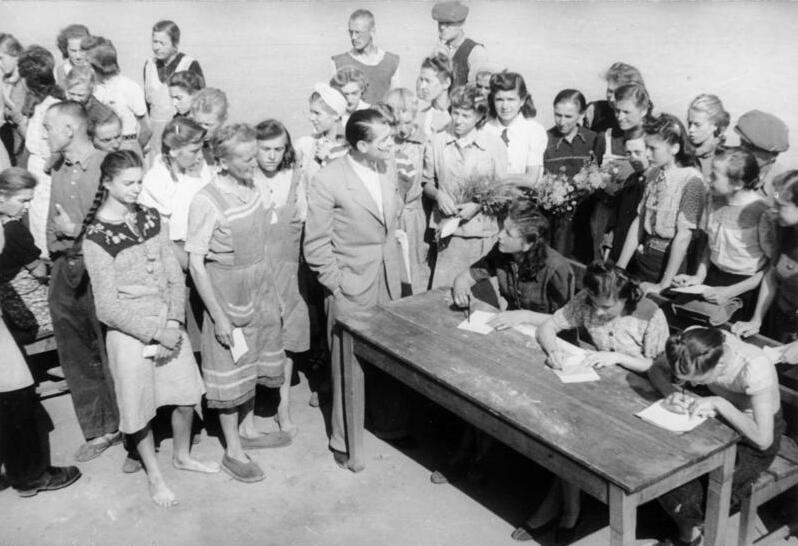
Jovens mulheres alemãs sendo libertadas de um campo de trabalho em 1947.

Pessoas de herança alemã residiam na Europa Oriental há anos, muitos anos antes do início da Segunda Guerra Mundial. No ano de 1937, dois anos antes da guerra, o NKVD iniciou suas operações em massa como parte do Grande Expurgo de Joseph Stalin . A primeira dessas operações exigiu a prisão de todos os cidadãos alemães e ex-cidadãos. Dizia-se que os alemães eram agentes nazistas.
No total, a operação nacional contra cidadãos soviéticos de descendência alemã resultou na condenação de pelo menos 55.005 pessoas, incluindo 41.898 condenadas à morte.
Durante a guerra, as estratégias da União Soviética foram criticadas como racistas, as táticas extremas usadas são teorizadas não apenas para atingir as forças nazistas, mas também o povo alemão em geral. Os crimes de guerra cometidos, como estupros em massa por soldados do Exército Vermelho, são usados como evidência de que o Exército Vermelho via o povo alemão como inimigo e não apenas o exército nazista. Embora tudo isso seja teoria debatida não comprovada.
A minoria étnica alemã na URSS foi considerada um risco de segurança pelo governo soviético e eles foram deportados durante a guerra para impedir sua possível colaboração com os invasores nazistas. Em agosto de 1941, o governo soviético ordenou que alemães étnicos fossem deportados da URSS européia. No início de 1942, 1.031.300 alemães foram banidos para a Ásia Central e a Sibéria. Em outubro de 1945, apenas 687.300 alemães continuavam vivos nos campos de trabalho soviéticos.
A União Soviética começou a discutir a ideia do trabalho forçado dos alemães como reparações de guerra, seus aliados não levantaram objeções. No verão de 1944, as forças soviéticas chegaram aos Bálcãs, que tinham minorias étnicas alemãs. A ordem 7161 do Comitê de Defesa do Estado, de 16 de dezembro de 1944, instruiu a internar todos os alemães saudáveis de 17 a 45 anos (homens) e 18 a 30 (mulheres) residentes nos territórios da Romênia (67.332 pessoas), Hungria (31.920 pessoas) e Iugoslávia (12.579 pessoas), que estavam sob o controle do Exército Vermelho. Conseqüentemente, 111.831 (61.375 homens e 50.456 mulheres) alemães étnicos adultos da Romênia, Iugoslávia e Hungria foram deportados por trabalho forçado para a URSS.
Os soviéticos classificaram os civis internados em dois grupos; o primeiro grupo A (205.520 pessoas) eram "internados mobilizados" que eram adultos capazes de serem selecionados para o trabalho; o segundo grupo D (66.152 pessoas) "internados presos" eram membros do partido nazista, oficiais do governo alemão, jornalistas e outros considerados uma ameaça pelos soviéticos. Registros soviéticos afirmam que repatriaram 21.061 cidadãos poloneses de campos de trabalho, o que indica que nem todos os internos eram alemães étnicos e alguns poderiam ter sido poloneses étnicos.
Segundo J. Otto Pohl, 65.599 alemães morreram nos assentamentos especiais e que 176.352 adicionais não foram encontrados por pessoas "provavelmente morreram no exército trabalhista". Durante a era de Stalin, os alemães soviéticos continuaram confinados aos assentamentos especiais sob rigorosa supervisão; em 1955 eles foram reabilitados, mas não foram autorizados a retornar à URSS européia até 1972.
Após a guerra, a União Soviética deportou muitos alemães étnicos da Romênia ocupada para serem usados como trabalhadores.

### Poloneses
Após o teatro de guerra polonês-soviético da Guerra Civil Russa, os poloneses foram frequentemente perseguidos pela União Soviética. Em 1937, a NKVD Order No. 00485 promulgou o início das repressões polonesas. A ordem visava a prisão de "absolutamente todos os poloneses" e confirmou que "os poloneses deveriam ser completamente destruídos". Membro da Administração NKVD do Distrito de Moscou, AO Postel (Арон Осипович Постель) explicou que, embora não houvesse citação palavra por palavra de "todos os poloneses" na Ordem real, era exatamente assim que a carta deveria ser interpretada pelos executores da NKVD. Pela documentação oficial soviética, cerca de 139.815 pessoas foram condenadas sob a égide da operação antipolonesa da NKVD e condenadas sem julgamento judicial de qualquer tipo, incluindo 111.071 condenadas à morte e executadas em curto espaço de tempo.
A operação foi apenas um pico na perseguição aos poloneses, que durou mais de uma década. Como as estatísticas soviéticas indicam, o número de poloneses étnicos na URSS caiu 165.000 naquele período. "Estima-se que as perdas polonesas no SSR ucraniano foram cerca de 30%, enquanto no SSR bielorrusso... a minoria polonesa foi quase completamente aniquilada". O historiador Michael Ellman afirma que as "operações nacionais", particularmente a "operação polonesa", podem constituir genocídio, conforme definido pela convenção da ONU. Sua opinião é compartilhada por Simon Sebag Montefiore, que chama a operação polonesa do NKVD de "um mini-genocídio". O escritor e comentarista polonês, Dr. Tomasz Sommer, também se refere à operação como um genocídio, junto com o Prof. Marek Jan Chodakiewicz, entre outros.
Após a invasão soviética da Polônia em 1939, a União Soviética começou a reprimir instituições do antigo governo polonês, embora essas repressões não fossem abertamente racistas, o novo governo soviético permitiu o ódio racial. Os soviéticos exploraram as tensões étnicas passadas entre poloneses e outros grupos étnicos que viviam na Polônia; eles incitaram e incentivaram a violência contra os poloneses, sugerindo que as minorias poderiam "corrigir os erros que sofreram durante vinte anos de domínio polonês". A Polônia antes da guerra foi retratada como um estado capitalista baseado na exploração do povo trabalhador e das minorias étnicas. A propaganda soviética alegou que o tratamento injusto de não-poloneses pela Segunda República Polonesa justificou seu desmembramento.

### Húngaros
Durante a Segunda Guerra Mundial, a União Soviética começou a deportar húngaros étnicos. A primeira onda de deportações de civis húngaros ocorreu após a ocupação de uma cidade húngara; os civis foram presos por "pouco trabalho" em relação à remoção de ruínas. A maior deportação única durante a primeira onda ocorreu em Budapeste. O suposto marechal Rodion Malinovsky superestimou em seus relatórios o número de prisioneiros de guerra tomados após a Batalha de Budapeste e, para tornar esses números, cerca de 100 mil civis foram reunidos em Budapeste e nos arredores. A primeira onda ocorreu principalmente no noroeste da Hungria, no caminho do avanço do exército soviético.
A segunda onda, mais organizada, aconteceu um a dois meses depois, em janeiro de 1945, cobrindo toda a Hungria. De acordo com a ordem 7161 do Comitê de Defesa do Estado da URSS, os alemães étnicos seriam deportados para trabalho forçado dos territórios ocupados, incluindo a Hungria. As autoridades soviéticas tinham cotas de deportação para cada região e, quando o alvo foi atingido, ele foi preenchido com húngaros étnicos. Além disso, prisioneiros de guerra húngaros foram deportados durante esse período.

## Transcaucásia

### Povos Nakh
Dois grupos étnicos que foram especificamente perseguidos pela União Soviética de Stalin foram os chechenos e os inguches. Em vez de serem acusados de colaboração com inimigos estrangeiros, esses dois grupos étnicos eram considerados culturas que não se encaixavam na cultura soviética - como acusar os chechenos de estarem associados ao "banditismo" - e as autoridades alegavam que a União Soviética tinha que intervir para "refazer" e "reformar" essas culturas. Na prática, isso significava operações punitivas fortemente armadas realizadas contra "bandidos" chechenos que não conseguiram a assimilação forçada, culminando em uma operação de limpeza étnica em 1944, que envolveu prisões e deportações de mais de 500 mil chechenos e ingurgitas do Cáucaso para a Ásia Central e a República Socialista Soviética Cazaque. As deportações dos chechenos e dos inguches também envolveram o massacre total de milhares de pessoas e as severas condições impostas aos deportados - elas foram colocadas em vagões sem lacre, com pouco ou nenhum alimento para uma viagem de quatro semanas, durante a qual muitos morreram de fome e exaustão. Este despejo deixou uma cicatriz permanente na memória dos sobreviventes e seus descendentes. O dia 23 de fevereiro é lembrado como um dia de tragédia pela maioria dos Inguchecos e Chechenos. Muitos na Chechênia e Inguchétia o classificam como um ato de genocídio, assim como o Parlamento Europeu em 2004.

...Considera que a deportação de todo o povo checheno para a Ásia Central, em 23 de fevereiro de 1944, por ordem de Stalin, constitui um ato de genocídio na acepção da Quarta Convenção de Haia de 1907 e da Convenção para a Prevenção e Repressão do Crime de Genocídio, adotada pela Assembleia Geral das Nações Unidas em 9 de Dezembro de 1948.

### Armênios e azerbaijanos
A tensão étnica entre armênios e azerbaijanos remonta à Guerra Armênia-Azerbaijana pré-soviética. A deportação de azerbaijanos da Armênia ocorreu como um ato de reassentamento forçado e limpeza étnica ao longo do século XX. Como resultado do conflito interétnico armênio-azerbaijano no início do século XX, bem como da política coordenada de limpeza étnica dos nacionalistas armênios e azerbaijanos, uma parcela substancial da a população armênia e do Azerbaijão foi expulsa do território da Armênia e do Azerbaijão. Segundo o censo russo de 1897, a cidade de Erivan tinha 29.006 residentes: 12.523 deles eram armênios e 12.359 eram azerbaijanos. Conforme descrito no Dicionário Enciclopédico Brockhaus e Efron, os azerbaijanos (tártaros) representavam 12.000 pessoas (41%) das 29.000 pessoas da cidade. No entanto, durante as limpezas étnicas sistemáticas na era soviética e a deportação sistemática de armênios da Pérsia e do Império Otomano durante o genocídio armênio, a capital da atual Armênia tornou-se uma cidade amplamente homogênea. Segundo o censo de 1959, os armênios compunham 96% da população do país e em 1989 mais de 96,5%. Os azerbaijanos representavam apenas 0,1% da população de Yerevan. Eles mudaram a população de Yerevan em favor dos armênios, marginalizando a população muçulmana local. Como resultado do conflito de Nagorno-Karabakh, não foram apenas expulsos os azerbaijanos de Yerevan, mas também a mesquita do Azerbaijão em Yerevan foi demolida.
No final dos anos 80 e início dos 90, a Guerra de Nagorno-Karabakh estourou entre as repúblicas soviéticas da Armênia e do Azerbaijão. Durante a guerra, muitos pogroms anti-armênios eclodiram. O primeiro foi o pogrom de Sumgait, no qual cidadãos atacaram cidadãos armênios por três dias. Outros pogroms anti-armênios se seguiram, como o pogrom de Kirovabad e o pogrom de Bacu.

## Europeus do sul
O processo contra os gregos na URSS foi gradual: a princípio, as autoridades fecharam as escolas, os centros culturais e as editoras gregas. Então, o NKVD prendeu indiscriminadamente todos os homens gregos com 16 anos ou mais. Todos os gregos, que eram profissionais ricos ou independentes, foram procurados primeiro pela acusação.

## Judeus
Após a Revolução de Outubro, Lenin e os bolcheviques aboliram as leis que consideravam os judeus um povo proibido. Enquanto os bolcheviques se opuseram a todas as religiões, o Cristianismo, bem como o Judaísmo, Stalin emergiu como líder da União Soviética depois de uma luta de poder com Leon Trotsky após a morte de Lenin. Stalin foi acusado de recorrer ao anti-semitismo em alguns de seus argumentos contra Trotsky, que era de herança judaica. Aqueles que conheciam Stalin, como Nikita Khrushchev, sugerem que Stalin há muito tempo nutria sentimentos negativos em relação aos judeus que se manifestavam antes da Revolução de 1917.
O anti-semitismo na União Soviética começou abertamente como uma campanha contra o "cosmopolita sem raízes" (um suposto eufemismo para o "judeu"). Em seu discurso intitulado "Por várias razões do atraso na dramaturgia soviética", em uma sessão plenária do conselho da União Soviética de Escritores, em dezembro de 1948, Alexander Fadeyev equiparou os cosmopolitas aos judeus. Nesta campanha contra o "cosmopolita sem raízes", muitos escritores e artistas judeus importantes foram mortos. A imprensa soviética acusou os judeus de "rastejar diante do Ocidente", ajudando o "imperialismo americano", "imitação servil da cultura burguesa" e "esteticismo burguês". A vitimização de judeus na URSS pelas mãos dos nazistas foi negada, estudiosos judeus foram removidos das ciências e direitos de emigração foram negados aos judeus. A campanha anti-semita stalinista culminou com a conspiração dos médicos em 1953. Segundo Patai e Patai, a trama dos médicos "visava claramente a liquidação total da vida cultural judaica". O anti-semitismo comunista sob Stalin compartilhava uma característica comum com o anti-semitismo nazista e fascista em sua crença na "Conspiração mundial judaica".
Imediatamente após a Guerra dos Seis Dias em 1967, as condições antissêmicas começaram a causar desejo de emigrar para Israel para muitos judeus soviéticos. Em 22 de fevereiro de 1981, em um discurso que durou mais de 5 horas, o primeiro-ministro soviético Leonid Brezhnev denunciou o anti-semitismo na União Soviética. Enquanto Stalin e Lenin tiveram praticamente o mesmo em várias declarações e discursos, foi a primeira vez que um oficial soviético de alto escalão o fez na frente de todo o Partido. Brezhnev reconheceu que o anti-semitismo existia no bloco oriental e viu que muitos grupos étnicos diferentes cujos "requisitos" não estavam sendo atendidos.

## Asiáticos do norte e leste

### Kalmyks
As deportações de 1943, codinome Operação Ulussy, foram a deportação da maioria das pessoas da nacionalidade Kalmyk na União Soviética, e as mulheres russas casadas com Kalmyks, exceto as mulheres Kalmyk casadas com outra nacionalidade. O povo Kalmyk havia sido acusado de colaboração com os nazistas como um todo. A decisão foi tomada em dezembro de 1943, quando agentes da NKVD entraram nas casas de Kalmyks ou registraram os nomes dos que estavam ausentes para deportação posteriormente, e os embalaram em vagões de carga e os transportaram para vários locais da Sibéria: Altai Krai, Krasnoyarsk Krai, Omsk Oblast e Oblast de Novosibirsk. Cerca de metade das pessoas (97 mil - 98 mil) Kalmyk deportadas para a Sibéria morreram antes de poder voltar para casa em 1957.
De acordo com a Lei da Federação Russa de 26 de abril de 1991, as repressões contra os Kalmyks e outros povos foram classificadas como um ato de genocídio. O artigo 4 desta lei desde que seja proibida qualquer propaganda que impeça a reabilitação de pessoas e as pessoas responsáveis por essa propaganda estejam sujeitas a processo.

### Coreanos
A deportação de coreanos na União Soviética, originalmente concebida em 1926, iniciada em 1930 e realizada em 1937, foi a primeira transferência em massa de uma nacionalidade inteira na União Soviética. Quase toda a população soviética de coreanos étnicos (171.781 pessoas) foi movida à força do Extremo Oriente russo para áreas despovoadas da SSR do Cazaquistão e da SSR do Usbequistão em outubro de 1937. A justificativa para a resolução de deportação 1428-326cc era que havia sido planejada com o objetivo de "impedir a infiltração de espiões japoneses no Extremo Oriente". No entanto, nunca foram encontrados documentos conclusivos ou outras informações sobre o assunto.